# 1984 en musique
| \| • Retour à la chronologie générale de la musique populaire • \| |
| XXIe siècle • XXe siècle • XIXe siècle • XVIIIe siècle XVIIe siècle • XVIe siècle • XVe siècle • XIVe siècle XIIIe siècle • XIIe siècle • XIe siècle • Xe siècle IXe siècle • VIIIe siècle • Haut Moyen Âge • Rome • Grèce |
| • Retour à la chronologie générale de la musique populaire • |

| • Retour à la chronologie générale de la musique populaire • |

| Années de la musique populaire : 1981 - 1982 - 1983 - 1984 - 1985 - 1986 - 1987    |
| Décennies de la musique populaire : 1950 - 1960 - 1970 - 1980 - 1990 - 2000 - 2010 |

Cet article présente les faits marquants de l'année 1984 en musique.

## Faits marquants

### En France
- 64 millions de singles[1] et environ 65 millions d'albums[2] sont vendus en France en 1984.
- Premiers succès de Mylène Farmer (Maman a tort), Patrick Bruel (Marre de cette nana-là !), Marc Lavoine (Pour une biguine avec toi), Étienne Daho (Week-end à Rome) et Jeanne Mas (Toute Première Fois).
- Renaud inaugure le Zénith de Paris du 17 janvier au 5 février. France Gall s'y produit du 11 septembre au 7 octobre, et Johnny Hallyday du 25 octobre au 2 février 1985.
- 29 février : le Palais omnisports de Paris-Bercy est inauguré par le groupe Scorpions.
- Luc Besson réalise le clip de Pull marine pour Isabelle Adjani.
- Création du Top 50 le 4 novembre.

### Dans le monde
- Premiers succès de George Michael (Careless Whisper), Whitney Houston (Hold me), Sade (Your love is king), Bon Jovi (Runaway), Pet Shop Boys (West End Girls) et Miami Sound Machine (Dr. Beat).
- Michael Jackson est gravement brûlé lors du tournage d'un film publicitaire.
- 1er avril : Marvin Gaye est assassiné par son père.
- La prestation de Madonna sur la scène des MTV Video Music Awards, où elle interprète Like a Virgin en robe de mariée avec des poses suggestives, fait scandale.
- Décès de Count Basie.

## Disques sortis en 1984
- Albums sortis en 1984
- Singles sortis en 1984

## Succès de l'année en France (singles)

### Chansons classées Numéro 1
Cette liste présente, par ordre chronologique, tous les titres s'étant classés à la première place des ventes durant l'année 1984.
- Irene Cara : Flashdance... What a Feeling
- Claude Barzotti : Le Rital
- Michael Jackson : Thriller
- Break Machine : Street Dance
- Frankie Goes to Hollywood : Relax
- Gilbert Montagné : On va s'aimer
- Nino de Angelo : La valle dell'Eden
- The Art Company : Susanna
- Scorpions : Still Loving You
- Peter et Sloane : Besoin de rien, envie de toi
- Stevie Wonder : I Just Called to Say I Love You
- Ray Parker Jr : Ghostbusters

### Chansons francophones
Cette liste présente, par ordre alphabétique, tous les titres francophones s'étant classés parmi les 10 premières places des ventes hebdomadaires durant l'année 1984.
- Axel Bauer : Cargo
- Bandolero : Paris Latino
- Bernard Ménez : Jolie poupée
- Billy : Bye bye
- Chantal Goya : Babar
- Chantal Goya : Snoopy
- Claude Barzotti : Le Rital
- Claude Barzotti : Je ne t'écrirai plus
- Cookie Dingler : Femme libérée
- Douchka : Mickey, Donald et moi
- France Gall : Débranche !
- France Gall : Hong-Kong Star
- Frédéric François : Aimer
- Frédéric François : On s’embrasse, on oublie tout
- Frédéric François : Mon cœur te dit je t’aime
- Gilbert Montagné : On va s'aimer
- Jean-Jacques Goldman : Envole-moi
- Jean-Luc Lahaye : Plus jamais
- Jeanne Mas : Toute Première Fois
- La Compagnie créole : Vive le Douanier Rousseau !
- Laroche Valmont : T'as le look, coco
- Laurent Voulzy & Véronique Jannot : Désir, désir
- Michel Sardou : Vladimir Ilitch
- Michel Sardou : Délire d’amour
- Mini-Star : Danse autour de la Terre
- Peter et Sloane : Besoin de rien, envie de toi
- Téléphone : Un autre monde
- The Shorts : Comment ça va

### Chansons non francophones
Cette liste présente, par ordre alphabétique, tous les titres non francophones s'étant classés parmi les 10 premières places des ventes hebdomadaires durant l'année 1984.
- Alphaville : Big in Japan
- Audrey Landers : Manuel Goodbye
- Bananarama : Cruel Summer
- Boney M. : Kalimba de Luna
- Break Machine : Street Dance
- Bronski Beat : Smalltown Boy
- Chris de Burgh : High on Emotion
- Culture Club : Karma Chameleon
- Culture Club : The War Song
- Cyndi Lauper : Girls Just Want to Have Fun
- Cyndi Lauper : Time After Time
- Duran Duran : The Reflex
- Elton John : I'm Still Standing
- Evelyn Thomas : High Energy
- Frankie Goes to Hollywood : Relax
- Gazebo : I Like Chopin
- George Krantz : Din daa daa
- George Michael : Careless Whisper
- INXS : Original Sin
- Irene Cara : Flashdance... What a Feeling
- Jermaine Jackson & Pia Zadora : When the Rain Begins to Fall
- Jimmy Cliff : Reggae Night
- Laura Branigan : Self Control
- Lionel Richie : All Night Long
- Michael Jackson : Thriller
- Michael Jackson : P.Y.T
- Nena : 99 Luftballons
- Nino de Angelo : La valle dell'Eden
- P Lion : Happy Children
- Paul McCartney & Michael Jackson : Say Say Say
- Paul Young : Come Back and Stay
- Phil Collins : Against All Odds
- Queen : I Want to Break Free
- Raf : Self Control
- Ray Parker Jr. : Ghostbusters
- Ricchi e Poveri : Voulez-vous danser
- Rockwell : Somebody's Watching Me
- Scorpions : Still Loving You
- Stevie Wonder : I Just Called to Say I Love You
- The Art Company : Susanna
- The Star Sisters : Stars on 45
- Van Halen : Jump
- Yes : Owner of a Lonely Heart

## Succès de l'année en France (albums)
Cette liste présente, par ordre alphabétique, les albums sortis en 1984 ayant obtenu une certification Platine ou Diamant en France.

### Disques de diamant (plus d'un million de ventes)
- Bob Marley : Legend
- Jean-Jacques Goldman : Positif

### Doubles disques de platine (plus de 600.000 ventes)
- Madonna : Like a Virgin
- France Gall : Débranche !
- Francis Cabrel : Cabrel public
- Sade : Diamond Life

### Disques de platine (plus de 300.000 ventes)
- Bruce Springsteen : Born in the U.S.A.
- Gilbert Montagné : Liberté
- Joan Baez : Live Europe 83
- Julien Clerc : Aime-moi
- Matt Bianco : Whose side are you on
- Michel Sardou : Io Domenico
- Prince : Purple Rain
- Serge Gainsbourg : Love on the Beat
- Téléphone : Un autre monde
- The Alan Parsons Project : Ammonia Avenue

## Succès internationaux de l’année
Cette liste présente, par ordre alphabétique, les trente titres et albums ayant eu le plus de succès dans les charts internationaux en 1984,.

### Singles
- Alphaville : Big in Japan
- Band Aid : Do they know it's Christmas?
- Bruce Springsteen : Dancing in the Dark
- Chaka Khan : I feel for you
- Cyndi Lauper : Girls just want to have fun
- Cyndi Lauper : Time after time
- Duran Duran : The Wild Boys
- Duran Duran : The Reflex
- Frankie Goes To Hollywood : Relax
- Frankie Goes To Hollywood : Two Tribes
- George Michael : Careless Whisper
- Kenny Loggins : Footloose
- Laura Branigan : Self control
- Lionel Richie : Hello
- Madonna : Like a Virgin
- Michael Jackson : Thriller
- Nena : 99 Luftballons
- Phil Collins : Against all odds
- Prince : Purple Rain
- Prince : When Doves Cry
- Queen : Radio Ga Ga
- Ray Parker Jr : Ghostbusters
- Rockwell : Somebody's watching me
- Stevie Wonder : I Just Called to Say I Love You
- The Cars : Drive
- Tina Turner : What's love got to do with it?
- Van Halen : Jump
- Wham! : Wake me up before you go-go
- Wham! : Last Christmas
- Yes : Owner of a Lonely Heart

### Albums
- Bob Marley : Legend
- Bruce Springsteen : Born in the U.S.A.
- Chicago : Chicago 17
- Cyndi Lauper : She's so unusual
- Deep Purple : Perfect Strangers
- Duran Duran : Arena
- Duran Duran : Seven and the Ragged Tiger
- Elton John : Breaking Hearts
- Eurythmics : Touch
- Footloose
- Frankie Goes To Hollywood : Welcome to the Pleasuredome
- Huey Lewis & The News : Sports
- Julio Iglesias : 1100 Bel Air Place
- Madonna : Madonna
- Madonna : Like a Virgin
- Prince : Purple Rain
- Queen : The works
- Sade : Diamond Life
- Simple Minds : Sparkle in the Rain
- Stevie Wonder & Dionne Warwick : The Woman in Red
- Talking Heads : Stop making sense
- The Alan Parsons Project : Ammonia Avenue
- The Cars : Heartbeat City
- The Pretenders : Learning to Crawl
- The Smiths : The Smiths
- Thompson Twins : Into the Gap
- Tina Turner : Private Dancer
- U2 : The unforgettable fire
- Van Halen : 1984
- Wham! : Make it big

## Récompenses
- États-Unis : 27e cérémonie des Grammy Awards
- États-Unis : American Music Awards 1984 (en)
- États-Unis : 1984 MTV Video Music Awards (en)
- Europe : Concours Eurovision de la chanson 1984
- Québec : 6e gala des prix Félix

## Formations et séparations de groupes
- Groupe de musique formé en 1984
- Groupe de musique séparé en 1984

## Naissances
- 17 janvier : Calvin Harris, musicien de musique électronique britannique
- 30 janvier : Kid Cudi, rappeur américain
- 4 mars : Juliette Armanet, chanteuse française
- 10 avril : Mandy Moore, chanteuse américaine
- 14 mai : Olly Murs, chanteur britannique
- 27 mai : Byz, rappeur suédois
- 20 juin : Amir, chanteur franco-israélien
- 23 juin : Duffy, chanteuse galloise
- 7 juillet : Marie-Mai, chanteuse canadienne
- 21 août : Alizée, chanteuse française
- 16 septembre : Katie Melua, chanteuse britannique
- 27 septembre : Avril Lavigne, chanteuse canadienne
- 3 octobre : Ashlee Simpson, chanteuse américaine
- 4 octobre : Lena Katina, chanteuse russe, membre de t.A.T.u.
- 19 octobre : Jérémy Chatelain, chanteur français.
- 25 octobre : Katy Perry, chanteuse américaine
- 27 octobre : Kelly Osbourne, chanteuse américaine
- 9 novembre : Delta Goodrem, chanteuse australienne
- 20 décembre : David Tavaré, chanteur espagnol
- 22 décembre : Basshunter, chanteur, producteur et disc jockey suédois

## Décès
- 1er janvier : Alexis Korner, guitariste blues-rock britannique
- 21 janvier : Jackie Wilson, chanteur américain
- 1er avril : Marvin Gaye, auteur-compositeur-interprète américain
- 26 avril : Count Basie, musicien américain de jazz
- 17 juillet : Bessie Jones, chanteuse de gospel américaine
- 25 juillet : Big Mama Thornton, chanteuse américaine de blues
- 9 décembre : Nicholas Razzle Dingley, batteur d'Hanoi Rocks